# Ogród wiedzy (BOZ 182)
Ogród wiedzy (pers. Abhār-i dānĭs) – iluminowany zbiór opowieści w języku perskim autorstwa Enajatullaha Kambu z 1784, przechowywany w zbiorach Biblioteki Narodowej.
Autora dzieła, Enajatullah Kambu, był uczonym, pisarzem i poetą żyjącym w XVII w. w Indiach. Utwór ma konstrukcję szkatułkową podobną do Księgi tysiąca i jednej nocy. Tematem dzieła jest historia miłości indyjskiego królewicza Dżahandara do królewny Bahrewar Banu, w której po wielu przygodach królewicz poślubia ukochaną. Oprócz wątku głównego w dziele zawartych jest też wiele fantastycznych historii, w których występują m.in. papuga udzielająca dobrych rad, demony czy magiczne przedmioty, jak latający tron. Dzieło składa się z 207 kart o wymiarach 39x23,5 cm lub mniejszych. Tekst ozdobiony jest 90 barwnymi miniaturami.
Manuskrypt został zakupiony w 1803 do kolekcji Stanisława Kostki Zamoyskiego w Londynie przez orientalistę Williama Ouseleya. W 1944 roku rękopis wywieziono do Goerbitsch, skąd Rosjanie przewieźli go do Moskwy. Do Polski powrócił w 1958 i trafił do zasobów Biblioteki Narodowej. Od 2024 dzieło prezentowane jest na wystawie stałej w Pałacu Rzeczypospolitej.